# مارتن ماركوفيتش
مارتن ماركوفيتش هو منافس ألعاب قوى كرواتي، ولد في 13 يناير 1996 في زغرب في كرواتيا.

## وصلات خارجية
- مارتن ماركوفيتش على موقع الاتحاد الدولي لألعاب القوى (الإنجليزية)